# Metallica (album)
Metallica je peti album grupe Metalika, izdat 1991. godine.

## Pesme
1. "Enter Sandman" – 5:34
2. "Sad But True" – 5:23
3. "Holier Than Thou" – 3:48
4. "The Unforgiven"  – 6:27
5. "Wherever I May Roam" – 6:46
6. "Don't Tread on Me" – 4:01
7. "Through the Never"  – 4:03
8. "Nothing Else Matters" – 6:29
9. "Of Wolf and Man" – 4:17
10. "The God That Failed" – 5:05
11. "My Friend of Misery"  – 6:50
12. "The Struggle Within" – 3:54

### Bonus pesme (Evropsko i Azijsko izdanje)
1. "So What?" – 3:09

## Singlovi
- "Enter Sandman" – 1991.
- "Don't Tread On Me" - 1991.
- "The Unforgiven" – 1991.
- "Nothing Else Matters" – 1992.
- "Wherever I May Roam" – 1992.
- "Sad But True" – 1992.

## Postava benda
- Džejms Hetfild - vokal, ritam gitara
- Kirk Hamet — gitara
- Lars Ulrih — bubnjevi, udaraljke
- Džejson Njusted - bas-gitara